# 林懋和
林懋和（1517年—？），字惟介，號雙臺，福建福州府閩縣人，民籍，明朝政治人物。

## 生平
嘉靖十六年（1537年）丁酉科福建鄉試第七十九名舉人。嘉靖二十年（1541年）中式辛丑科會試第二百四十二名，登第三甲第一百一十四名進士。十一月改庶吉士，送翰林院读书。授礼部主事，升儀制司郎中，三十年七月升湖廣按察司副使、提調學校，三十三年进布政司右参政，以征苗功進一階。三十五年七月升河南按察使，不久晉本省右布政使，三十七年闰七月升广东左布政使，三十八年正月拾遗以不称职罢。

## 家族
曾祖林貴；祖父林文珙；父林焯，母陳氏。重庆下。兄林均、林增。弟林舉、林城、林埠、林塾。